# Saracinello
Saracinello è una frazione del comune di Reggio Calabria, situata nella fascia collinare pre-aspromontana. Il suo nome potrebbe derivare dai Saraceni, che nel medioevo invadevano spesso le coste del Meridione.